# David Antoine (athlétisme)
Pour les articles homonymes, voir David Antoine et Antoine.
David Antoine est un athlète français né le 29 janvier 1972 à Saint-Dié.
Licencié depuis 1990 au club d'Étival-Clairefontaine dans les Vosges, il obtient ses meilleurs résultats en marathon. C'est dans cette discipline qu'il décroche deux titres nationaux consécutifs, en 2004 à Dunkerque et 2005 au Mont Saint-Michel, après avoir obtenu la deuxième place au Havre en 2002. Toujours à Dunkerque, il est couronné pour la troisième fois le 14 octobre 2007. Il s'est imposé dans quatre des cinq derniers Marathons du Médoc. À partir d'octobre 2008, il est licencié à l'Athlétique club de la Haute-Meurthe.
Sa meilleure performance personnelle, 2 h 18 min 22 s, a été réalisée à Reims en 2003.
Il compte une sélection en équipe de France, aux Jeux de la Francophonie 2005 à Niamey. Il y termine 9e du marathon en 2 h 27 min 29 s.
En tant que sociétaire du club de l'AC de Saint Dié des Vosges, il s'adjuge, le 2 juin 2019, à l'âge de 47 ans, la  7ème édition du marathon du Lac du Der, à Saint-Dizier, en Champagne, dans le temps de 2 h 34 min 20 s.